# Nupserha aterrima
Nupserha aterrima är en skalbaggsart som beskrevs av Stefan von Breuning 1967. Nupserha aterrima ingår i släktet Nupserha och familjen långhorningar. Inga underarter finns listade i Catalogue of Life.